# Cantonul Vernon-Sud
Cantonul Vernon-Sud este un canton din arondismentul Évreux, departamentul Eure, regiunea Haute-Normandie, Franța.

## Comune
| Comune                 | Populație (1999) | Cod poștal | Cod INSEE |
| ---------------------- | ---------------- | ---------- | --------- |
| Douains                | 465              | 27120      | 27203     |
| La Heunière            | 241              | 27950      | 27336     |
| Houlbec-Cocherel       | 1 188            | 27120      | 27343     |
| Mercey                 | 45               | 27950      | 27399     |
| Rouvray                | 166              | 27120      | 27501     |
| Saint-Vincent-des-Bois | 261              | 27950      | 27612     |
| Vernon                 | 24 056 (1)       | 27200      | 27681     |